# البحيرة الزرقاء (فلم 1980)
البحيرة الزرقاء (بالإنجليزية: The Blue Lagoon) فيلم رومانسي درامي أمريكي، من إخراج راندال كليسر سناريو دوغلاس داي ستيوارت مأخوذ عن رواية هنري دي فير ستاكوبل عام 1908، بطولة بروك شيلدز وكريستوفر أتكينز، حقق الفيلم شهرة كبيرة تفوق شهرة الفيلم السابق الذي تم تصويره عام 1948 والذي يحمل الاسم نفسه. ، وصل الفيلم للمرتبة التاسعة لأكثر أفلام 1980 شعبية في شباك تذاكر وفقا لموقع بوكس أوفيس موجو محققا إيرادات قدرة ب 558,853,106 $ في الولايات المتحدة وكندا. لقى الفيلم قدرا كبيرا من الاهتمام، تم ترشيحه لجائزة Saturn Award لأفضل فيلم خيالي، وحصلت Almendros على جائزة الأوسكار لأفضل تصوير سينمائي، وتم ترشيح Atkins لجائزة Golden Globe لجائزة New Star of the Year - Actor ، وفاز Shields بجائزة Golden Raspberry الافتتاحية لـ أسوأ ممثلة.
يروي الفيلم قصة طفلين تقطعت بهم السبل على جزيرة استوائية في جنوب المحيط الهادئ. بلا توجيه ولا قيود، تنشأ مشاعر عاطفية بينهما مع التغيرات الجسدية لسن البلوغ والوقوع في الحب في نهاية المطاف.

## سيناريو
في العصر الفيكتوري، «ريتشارد»، وابنة عمه «إميلين» على متن سفينة في رحلة إلى سان فرانسيسكو، حالة من الفوضى تعم المكان نتيجة حريق على متنها ما يثير القلق، يهرع الجميع إلى قوارب نجاة يصعد الطفلين مع «بادي باتون» على متن قارب النجاة، بينما البقية على متن قارب آخر، بعد فصل قوارب النجاة يجدون أنفسهم منكوبين في عرض البحر، يقدر لهم النجاة بعد الوصول إلى جزيرة استوائية مهجورة في جنوب المحيط الهادئ، سارع «بادي باتون» لتعلم الطفلين مهارات الصيد، والبناء ويحذرهما الأكل من التوت على الجزيرة، بعد بضعة أشهر يقدر غرق بادي في منتصف الليل بعد دخوله في حالة سكر شديدة نتيجة عثوره على برميل من الروم وجده في الجزيرة، ليترك المراهقين وحدهما يتعلمان من الطبيعة يعشان حياة بسيطة، دون وجود توجيه مرشد أو القيود يفرضها المجتمع غير مدركين أن مرحلة النضج سوف تأثر في طبيعة علاقتهم معا، تغيرات جسدية، اكتشاف الذات، واختبارات يمران بها، صراع مشاعر انجذاب رغبة واكتشاف لذة الحب عاطفي دون ادراك حقيقة التناسل البشري بمعنى ادق.
بينما العائلة تعلب مع طفلهم الصغير على شواطئ البحر، سفينة في الأفق البعيد تظهر على متنها «آرثر» يرى أفراد عائلة ويفترض أنهم من السكان الأصليين غير مدركن أنهما الطفلين الذي يبحث عنهما منذ سنوات عدة لتعبر السفينة.
في يوم ما في محاولة للخروج من الجزيرة على متن قارب بدائي في وسط التيار البحر بدون مجاديف، بعد الانجراف لعدة أيام في قارب، استيقظ ريتشارد وإميلين لإيجاد بادي الصغير يلتقط حبات من التوت القرمزي مدركين أنه التوت السام وفي محاولة لمنعه كان قد ابتلع بالفعل عدد قليل، يائسين، يقرر ريتشارد وإميلين أكل التوت كذلك، ويستلقيان في انتظار الموت، بعد ساعات قليلة سفينة رصدتهم عائمين في قارب، عندها يسأل العم آرثر: «هل هم أموات؟» ويجيب قبطان السفينة «لا يا سيدي. أنهم نائمين».

## طاقم
- بروك شيلدز في دور إميلين ليسترانج
  - إيلفا جوزيفسون في دور إميلين الصغيرة
- كريستوفر أتكينز في دور ريتشارد ليسترانج
  - غلين كوهان في دور ريتشارد الصغير
- ليو ماكيرن في دور بادي باتون
- وليام دانيلز في دور آرثر ليسترانج
- آلان هوبغود في دور الكابتن
- غاس ميركوريو في دور الضابط
- برادلي برايس في دور بادي الصغير
  - تشاد تيمرمانس بوصفه بادي الرضع

## الإنتاج
الفيلم مثل شغفاً بالنسبة لمخرج الفيلم راندال كلسير، الذي طالما أعجب بالرواية الأصلية، لذا تعاقد مع دوغلاس دي ستيوارت لكتابة السيناريو، في ذلك الوقت اجتمع مع ريتشارد فرانكلين، المخرج الأسترالي، الذي كان يبحث عن عمل في هوليوود. هذا الأخير قدم له فكرة الأستعانة بطاقم عمل أسترالي ، في أواخرالعقد 1970، أخذ منتجي العمل في رحلة البحث عن المكان المثالي لإعادة تصوير فيلم «البحيرة الزرقاء» بطولة بروك شيلدز، أقترح ريتشارد ايفينسون (مالك جزيرة السلاحف) استخدام جزيرته الخاصة لتصوير بعض المشاهد ، غرابة هذا الإنتاج في هوليوود هو أن الفيلم صور بأكمله خارج استوديوهات التصوير، وهذا كان أمر غير اعتيادي في العقد 1970. باستثناء مشهدين، لذا تم تصوير الفيلم في أكثر من موقع في جامايكا وفانواتو ونانويا ليفو هذه الجزيرة التي تم تحويلها بعد عام 1980 لأحد أهم المنتجعات الفاخرة، ويعرف أيضا تحت اسم جزيرة تيرتل، وهي جزء من مجموعة جزر ياساوا فيجي.
- بروك شيلدز بطلة فيلم البحيرة الزرقاء.
- جزر فيجي موقع تصوير بعض المشاهد البحيرة الزرقاء.
- سفينة نورثمبرلاند،المركب الشراعي "عين الريح"، يظهر في مشاهد البحيرة الزرقاء.
- شاطئ نانويا لايلاي، فيجي.
- كريس أتكينز بطل فيلم البحيرة الزرقاء.

- ليو ماكيرن لعب دور بادي باتون.
- إغوانا فيجي المتوج أصبح معروف لعلماء الزواحف والبرمائيات من بعد فيلم البحيرة الزرقاء .[6]
- وليام دانيلز لعب دور العم آرثر.

## جوائز وترشيحات
مرشح: جائزة الأوسكار لأفضل تصوير سينمائي - نستور آلمندروس
مرشح: جائزة زحل – جائزة زحل لأفضل فيلم خيال
مرشح: جائزة غولدن غلوب، نجم العام جديد - كريستوفر اتكينز
- جائزة التوتة الذهبية الأولى

فائزة: أسوأ ممثلة (بروك شيلدز)

## روابط خارجية
- البحيرة الزرقاء على موقع IMDb (الإنجليزية)
- البحيرة الزرقاء على موقع ميتاكريتيك (الإنجليزية)
- البحيرة الزرقاء على موقع روتن توميتوز (الإنجليزية)
- البحيرة الزرقاء على موقع نتفليكس (الإنجليزية)
- البحيرة الزرقاء على موقع ألو سيني (الفرنسية)
- البحيرة الزرقاء على موقع Turner Classic Movies (الإنجليزية)
- البحيرة الزرقاء على موقع أول موفي (الإنجليزية)
- البحيرة الزرقاء على موقع بوكس أوفيس موجو (الإنجليزية)
- البحيرة الزرقاء على موقع فيلمافينيتي (الإسبانية)
- البحيرة الزرقاء على موقع قاعدة بيانات الأفلام السويدية (السويدية)
- البحيرة الزرقاء على موقع أول موفي.